# بخش مونتگومری (شهرستان وود، اوهایو)
بخش مونتگومری (به انگلیسی: Montgomery Township) یک منطقهٔ مسکونی در ایالات متحده آمریکا است که در شهرستان وود، اوهایو واقع شده‌است.
 بخش مونتگومری ۹۴٫۲ کیلومتر مربع مساحت و ۴٬۲۳۰ نفر جمعیت دارد و ۲۱۱ متر بالاتر از سطح دریا واقع شده‌است.